# Accidente del helicóptero español en Afganistán de 2005

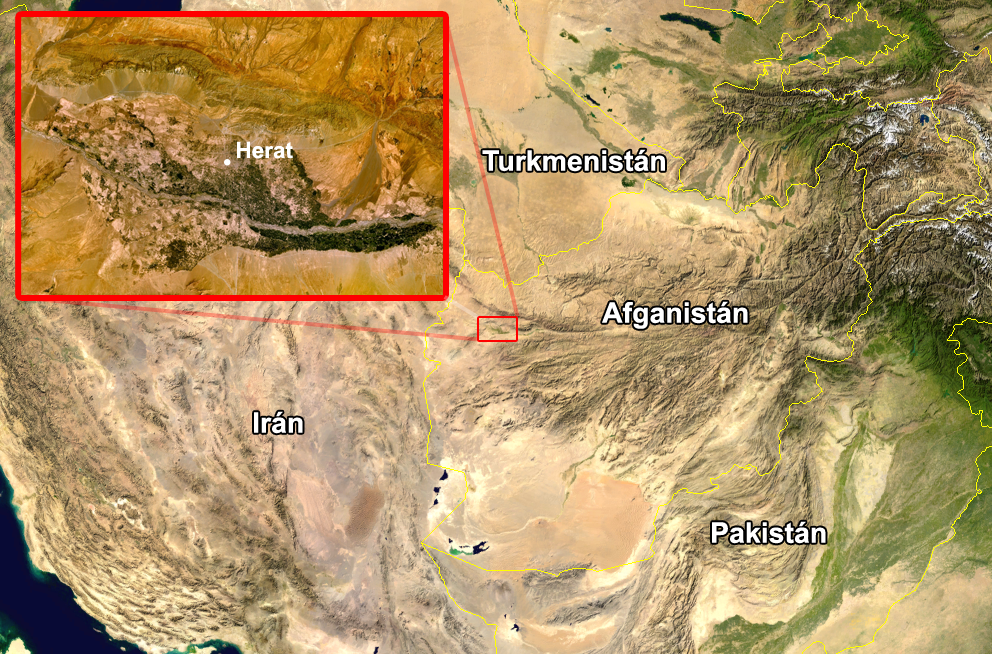
Zona donde se produjo el accidente.

El 16 de agosto de 2005 se produjo un accidente de helicóptero a 20 km al sur de la ciudad de Herat, en el noroeste de Afganistán, donde murieron 17 soldados españoles. Este fue el segundo desastre aéreo en que muere un gran número de soldados de España que estaban en Afganistán, tras el accidente del Yak-42 en Turquía.

## Trasfondo
El número de militares españoles que trabajan en operaciones de paz ascendía a 2501 soldados a fecha de agosto de 2005 –muy cerca de los establecidos por el Gobierno como el tope de soldados españoles en misiones exteriores, que quedaron fijados en 2600– que se distribuían del siguiente modo:
- 200 infantes de marina destinados en la Misión de Estabilización de las Naciones Unidas en Haití.
- 463 en Bosnia Herzegovina en la operación Altea.
- 768 en Kosovo integrados en la operación Joint Enterprise.
- 7 oficiales de enlace, de los cuales cinco se encuentran en Tampa y dos en Baréin.
- 23 observadores militares: dos en Haití, dos en el Congo, cuatro en Etiopía, cinco en Sudán, dos en Kosovo, uno en Bosnia, cuatro en los Balcanes y tres en Indonesia.

Desde 1989, año en el que las Fuerzas Armadas comenzaron a participar en misiones internacionales de pacificación, España ha intervenido en 42 operaciones de paz y ayuda humanitaria. La presencia española en Afganistán comenzó en diciembre de 2001, primero en la Operación Libertad Duradera, creada por los Estados Unidos para combatir al régimen de los talibán, y después en la Fuerza Internacional de Asistencia para la Seguridad (ISAF), bajo mandato de las ONU.
El Gobierno salido de las Elecciones Generales de marzo de 2004 decidió no participar en la Operación Libertad Duradera, pero sí apoyar el proceso electoral en Afganistán con un batallón desplegado en Mazar el Shariff.

## Identificación del accidente
A las 11:01 (hora afgana) un helicóptero Cougar (matrícula ET-659), que participaba en una operación de integración del Ejército de Tierra español dentro de la misión de la Fuerza Internacional de Asistencia para la Seguridad (abreviado ISAF, del inglés International Security Assistance Force), informó haber visto una columna de humo negro en un valle al sur de Herat, que acabó correspondiendo a un impacto de otro Cougar contra el suelo (matrícula ET-657). Todos a bordo fallecen.
Doce de los fallecidos pertenecían al regimiento Isabel la Católica de la Brilat, con base en Pontevedra y los otros 5 procedían de Sevilla. Cinco militares que viajaban en otro helicóptero resultaron heridos al intentar hacer un aterrizaje de emergencia para auxiliar al aparato siniestrado. Eso último es inexacto, los dos helicópteros se separaron, con una colina que no permitía que se pudieran ver, cuando el primer helicóptero cayó, provocó un ruido de la caída y a causa del impacto la munición comenzó a explotar, ocasionando que el piloto del segundo helicóptero al pensar que estaba siendo atacado, buscó donde tomar, lo hizo como pudo, literalmente tirando el helicóptero al suelo, provocando heridas en la tripulación a causa del aterrizaje brusco.
A última hora del día se trasladaron en algunos vehículos del Ejército hasta la base Camp Arena, en Herat, los cuerpos de los 17 militares. Totalmente inexacto, si se observan las fotos del primer helicóptero, no pueden quedar cuerpos, los primeros en llegar fueron CSAR del ejército del aire medicalizados. La base se encuentra bajo mando español, a unos 22 km de donde se produjo el siniestro. Hasta el lugar se trasladaron desde España especialistas para realizar las pruebas de identificación de los cadáveres, en un viaje encabezado por el entonces ministro de Defensa José Bono.

## Investigación de las causas
Los últimos datos sobre las supuestas causas del accidente, en palabras de José Bono, indican que el helicóptero siniestrado superó la cima de una colina a poca altura del suelo y, después, contactó con el suelo, debió perder el control y el aparato perdió parte de su estructura, fuselaje y combustible. Cayó entre cincuenta o sesenta metros más allá, donde se incendió y ese fuego provocó que ardiera el combustible. El impacto se habría producido con el tren delantero, después con el trasero y después con toda la panza.

### Hipótesis planteadas
El día 21 de agosto de 2005 se publicó en diversos periódicos españoles que las causas del accidente fueron las difíciles condiciones de vuelo existentes en la zona el día del accidente (vuelo a baja altura con vientos fuertes).
Sin embargo, en las horas siguientes al accidente se barajaron varias causas. La OTAN dijo el mismo 16 de agosto que el accidente fue debido a un fallo mecánico. Pese a todo, desde un primer momento se barajaba también la posibilidad de un ataque desde tierra, ya que, a la vista de una fotografía en la que se podía ver el impacto en una llanura rodeada de una zona montañosa, no hubiera sido necesario que el helicóptero realizara especiales medidas para el aterrizaje. Algunos informes sugirieron que hubo una tormenta de arena en la región.
Incluso se habló de la posibilidad de que el siniestro se hubiera producido porque la aeronave siniestrada rozara sus aspas con la de otra que la acompañaba. Así lo corroboraba un informe que recibió el Gobierno afgano del distrito de Adraskan en la provincia de Herat, donde se decía que «las aspas de los dos helicópteros, mientras volaban sobre esa área, pudieron chocar entre sí», lo que habría provocado que uno se estrellara y otro tuviera que realizar un aterrizaje de emergencia. Fuentes de los servicios afganos de inteligencia también señalaron que los dos helicópteros, que volaban muy próximos entre sí, pudieron chocar, pero el ministro Bono consideró 'absolutamente imposible' tal hipótesis.
Bono recalcó que no se había detectado en la zona ninguna circunstancia de 'hostilidad' entre la población civil afgana. De hecho, Herat está en una zona relativamente segura de Afganistán, ya que los talibán y sus aliados islamistas son menos activos allí que en el este y el sur del país.
Un familiar de las víctimas afirmó que cuando le comunicaron la catástrofe dijeron que el helicóptero fue atacado "por misiles o lanzagranadas". A su vez, uno de los militares del segundo helicóptero declaró que les habían atacado desde tierra y "les tuvieron que dar de lleno". Los familiares de uno de los fallecidos recibieron la llamada del piloto del segundo aparato que les dijo que "el helicóptero fue derribado. Recibieron fuego desde tierra, fueron atacados". Dado el estado de los restos del helicóptero es difícil que se conserve una huella tan pequeña como un orificio de disparo en el fuselaje. "Quizá nunca sepamos con seguridad la verdadera causa de lo ocurrido", se lamentaba un alto cargo de Defensa.
Las explosiones pudieron ser causadas por la deflagración de la munición que llevaba el helicóptero siniestrado al incendiarse en la caída, o por el impacto de la aeronave con el suelo. No hay que olvidar que este tipo de aeronaves están dotadas de potente armamento y munición.

## Proceso judicial
Tras el accidente, se abre un proceso judicial en un Juzgado Militar en Madrid. Ante la ausencia de indicios de delito, el 17 de junio de 2008, el juez Togado militar de Madrid, archivó el caso al no encontrar indicios de delito, considerando que el accidente fue por circunstancias "imposibles de determinar". En septiembre de 2008, el Tribunal Militar Territorial Primero admitío a trámite uno de los recursos de apelación presentados contra el archivo de las actuaciones. Desde entonces han declarado varias personas, entre otros el exministro de Defensa José Bono.

## Fallecidos

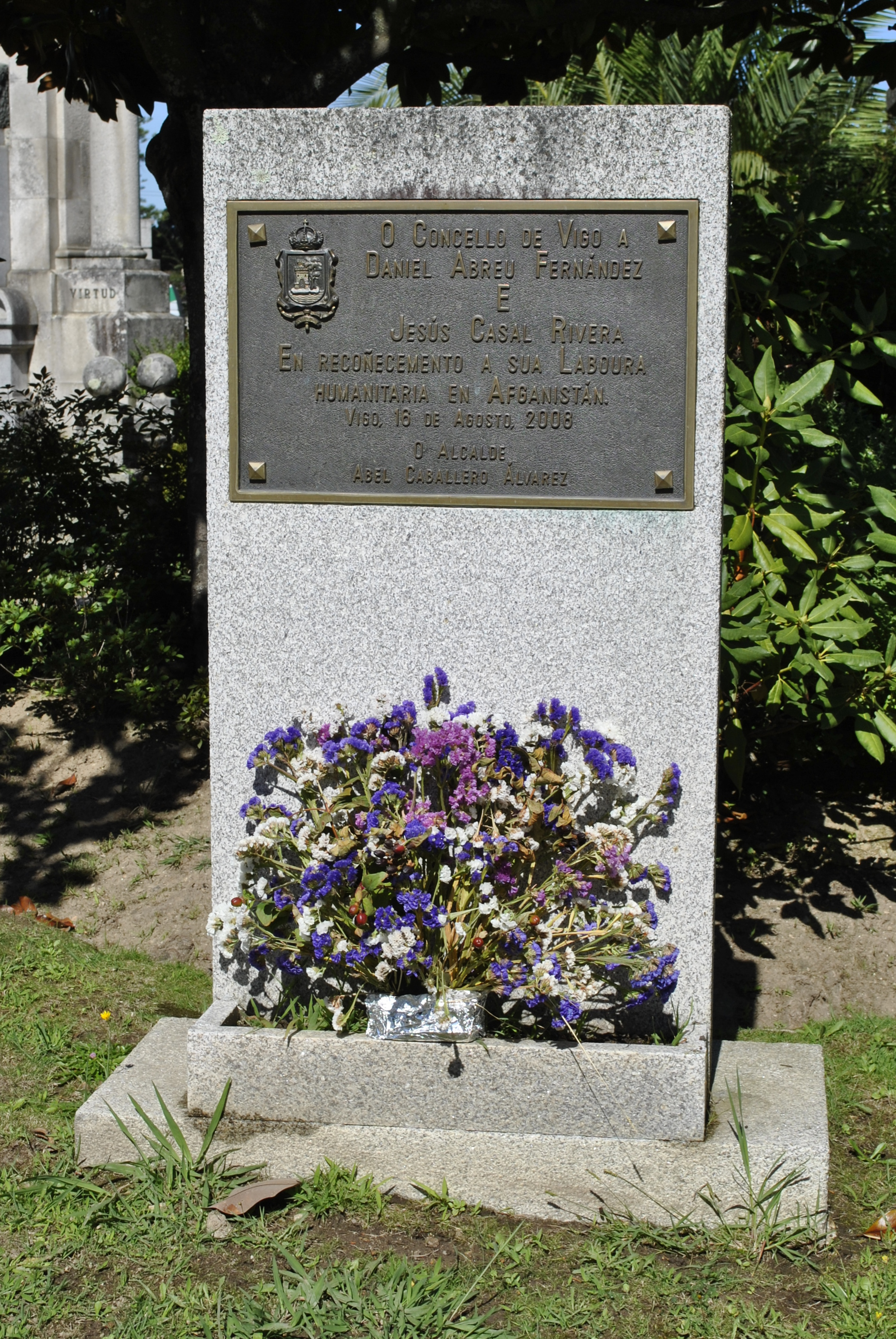
Cementerio de Pereiró.

Tripulación del helicóptero Cougar matrícula ET-657, pertenecientes a distintas unidades de las FAMET:
- Capitán David Guitar Fernández
- Brigada Juan Morales Parra
- Sargento Alfredo Francisco Joga
- Soldado Pedro Fajardo Cabeza
- Soldado José Manuel Moreno Enríquez

Pasajeros del helicóptero, pertenecientes al Regimiento de Infantería Ligera Aerotransportable número 29 de Pontevedra
- Teniente Javier González Hernández
- Sargento José González Bernardino
- Cabo Daniel Abreu Fernández
- Soldado Diego González Blanco
- Soldado Diego Prado López
- Soldado Isaac Calvo Piñeiro
- Soldado Jesús Casal Rivera
- Soldado José Ángel Martínez Parada
- Soldado Iván Vázquez Núñez
- Soldado Gonzalo Casalderrey Nazada
- Soldado Pedro Manuel Sanmartín Pereira
- Soldado Pablo Iglesias Sánchez

## El helicóptero

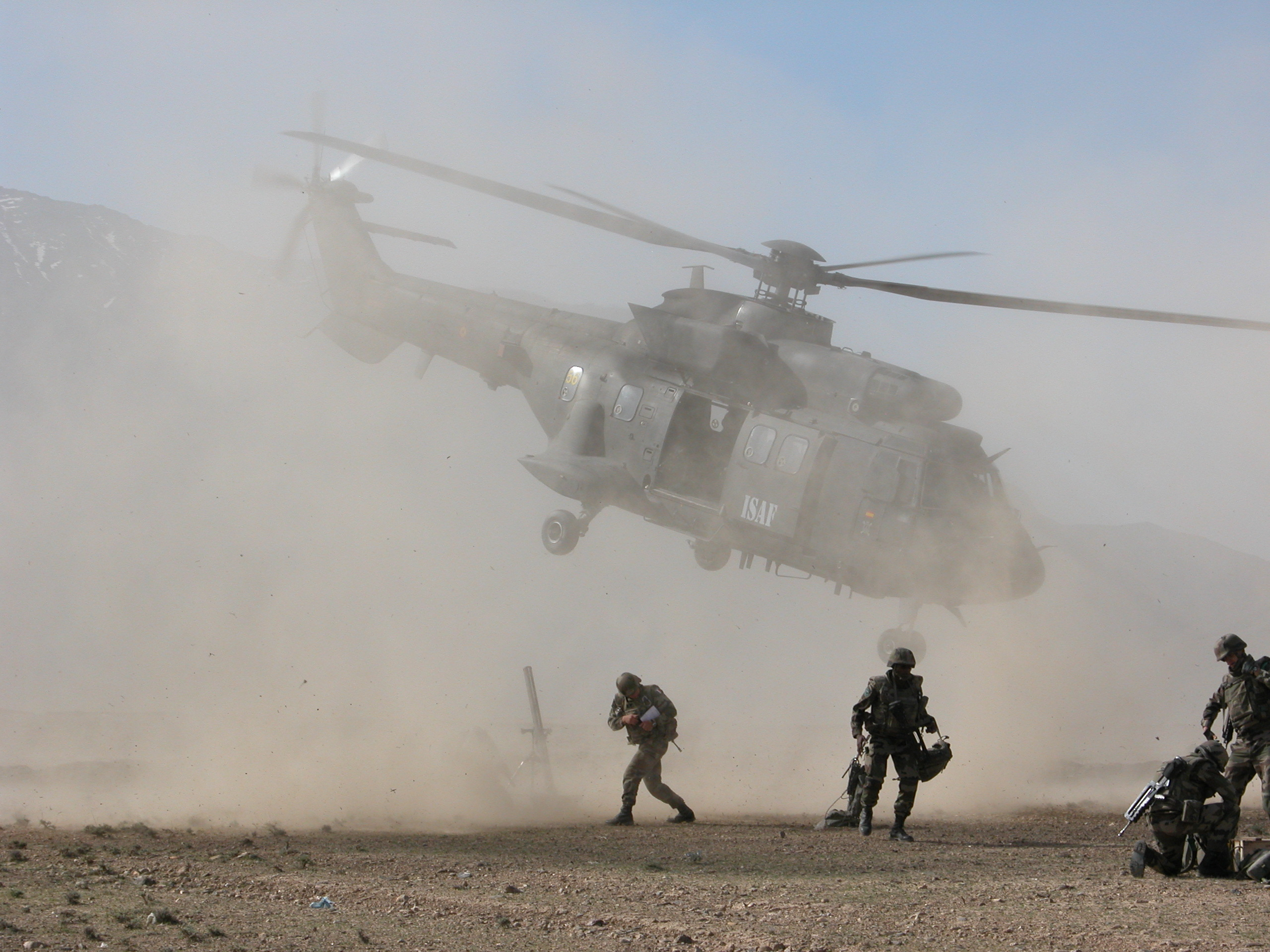
Eurocopter Cougar del Ejército de Tierra de España junto legionarios del 2.º Regimiento extranjero de infantería francés en la misión de la ISAF en Afganistán, 2005.

José Bono aseguró que la aeronave, un Eurocopter AS532 Cougar (matrícula ET-657), se encontraba en perfectas condiciones técnicas, puesto que en caso contrario no estaría en la zona de operaciones. Añadió que la aeronave en la que murieron los militares contaba con 1.237 h de vuelo, superó con éxito la última inspección, efectuada el 20 de diciembre de 2004, y con certificado de aeronavegabilidad en vigor y renovado el 5 de enero de 2005.
Además aseguró que los helicópteros siniestrados son los mejores con los que cuentan las Fuerzas Armadas y ya fueron utilizados por el anterior Gobierno en la guerra de Irak.
Los restos de la aeronave siniestrada fueron enviados a Madrid para ser estudiados por la comisión que investigó el accidente.

## Reacciones

### Muestras de condolencia
- El presidente del gobierno español, José Luis Rodríguez Zapatero, hizo una declaración institucional el 16 de agosto por la tarde .
- Donald Rumsfeld envió a Bono un telegrama expresando sus condolencias por la muerte de los 17 militares.
- Fuentes del Ministerio de Defensa informaron a EFE de que asimismo los ministros de Defensa de varios países miembros de la Unión Europea expresaron a Bono su pésame.
- El Gobierno español declaró dos día de luto oficial por la muerte de los militares, que comenzarán a partir de la fecha en que los restos mortales llegaran a España.
- La Junta de Galicia decretó tres días de luto oficial por la muerte de diez militares gallegos.
- El equipo de Gobierno de la localidad sevillana de Alcalá de Guadaíra declaró tres días de luto por los tripulantes fallecidos en el helicóptero siniestrado en Afganistán, tres de ellos censados en dicha población.
- El Gobierno afgano hizo entrega el día 15 de septiembre a una delegación española de 17 condecoraciones concedidas a título póstumo por el presidente Hamid Karzai a los militares españoles fallecidos. El antiguo rey de Afganistán Mohammad Zahir Shah, los ministros de Exteriores y de Defensa, en representación del Gobierno, y diversas autoridades locales hicieron entrega de las condecoraciones durante una ceremonia que tuvo lugar en el Palacio Presidencial de Kabul.

### Malestar del resto de partidos políticos
Izquierda Unida y el Grupo Mixto reclamaron la vuelta de los militares españoles desplegados en Afganistán durante la comparecencia del ministro de Defensa en el Congreso. Los portavoces de ambos grupos coincidieron en no calificar la misión como humanitaria, sino que determinaron que forma parte de la "guerra preventiva", estrategia puesta en marcha por EE. UU. tras el 11-S.
El líder de Izquierda Unida, Gaspar Llamazares, opinó además que no es posible realizar una misión de paz, como sostiene el Ejecutivo, en un contexto bélico como el afgano.
Además, el 29 de agosto, el Partido Popular hizo públicas sus sospechas de que los dos helicópteros siniestrados en Afganistán fueron atacados, asegurando que el Gobierno oculta ese dato y se refugia en la hipótesis del accidente para no admitir que la misión militar en aquel país entrañaba más riesgos de los que se dice. Así, Ángel Acebes declaró que Zapatero no quería reconocer la similitud entre la misión de Afganistán, autorizada por el Congreso a instancias del Gobierno, y la de Irak, decisión del anterior Ejecutivo de José María Aznar.
Eduardo Zaplana, portavoz popular en el Congreso, sostuvo que no había otra explicación que la del ataque para que el piloto del segundo helicóptero hiciera "una maniobra de evasión", movimiento que se realiza "exclusivamente" en esos casos. Además, recordó que los tripulantes de este último helicóptero, de los que cinco sufrieron heridas leves, manifestaron "a las pocas horas de la tragedia" que habían sido víctimas de "un ataque". Zaplana también acusó al Gobierno de haber ordenado "un apagón informativo".